# Ivo Van Damme
Ivo Van Damme (Dendermonde, 1954. február 21. – Orange, 1976. december 29.) olimpiai ezüstérmes belga középtávfutó.

## Sportpályafutása
Van Damme 16 éves koráig labdarúgó volt, ezután váltott át az atlétikára. Első jelentősebb sikere az 1973-as junior Európa-bajnokságon, 800 méteren szerzett negyedik helyezése volt. A következő szezonban mirigyláztól (mononukleózis) szenvedett, de visszatérése után jelentősen túlszárnyalta Roger Moens 1955-ben felállított 800 méteres belga rekordját. Ugyanezen a távon 1976-ban, a müncheni fedett pályás Európa-bajnokságon győzött.
Az 1976-os olimpiára éremesélyesként utazott, és 800 és 1500 méteren is ezüstérmes lett Alberto Juantorena és John Walker mögött.
Ez volt élete utolsó sikere. 1976 decemberében, miközben Marseille-ből az otthonába utazott, közlekedési balesetben elhunyt. 1977 óta minden évben versenyt rendeznek az emlékére Brüsszelben Memorial Van Damme néven, amely napjainkban a legnagyobb atlétikai versenyek közé tartozik.

### Fordítás
- Ez a szócikk részben vagy egészben  az   Ivo Van Damme című angol Wikipédia-szócikk fordításán alapul.  Az eredeti cikk szerkesztőit annak laptörténete sorolja fel. Ez a jelzés csupán a megfogalmazás eredetét és a szerzői jogokat jelzi, nem szolgál a cikkben szereplő információk forrásmegjelöléseként.